# 鈍頭鮠科
鈍頭鮠科（學名：Amblycipitidae），又名鮰科，是輻鰭魚綱鯰形目的其中一科。原來包括有三個屬：鈍頭鮠屬（Amblyceps）、䱀屬（Liobagrus）及修仁䱀屬（Xiurenbagrus）；2011年，魚類學家在越南發現了新的品種），亦歸到此個科裡，使本科增至四個屬。

## 分類
鮰科現時是一個含有四個單系屬的單系群，分別為：鈍頭鮠屬（Amblyceps）、䱀屬（Liobagrus）、修仁䱀屬（Xiurenbagrus）及納漢鈍鮠屬。